# ريتا باول
ريتا باول (بالألمانية: Rita Paul)‏ هي ممثلة ألمانية، ولدت في 2 ديسمبر 1928 ببرلين في ألمانيا.

## وصلات خارجية
- ريتا باول على موقع IMDb (الإنجليزية)
- ريتا باول على موقع ميوزك برينز (الإنجليزية)
- ريتا باول على موقع قاعدة بيانات الأفلام السويدية (السويدية)
- ريتا باول على موقع ديسكوغز (الإنجليزية)
- ريتا باول على موقع قاعدة بيانات الفيلم (الإنجليزية)
- ريتا باول على موقع كينوبويسك (الروسية)